# (2E)-3-甲基己-2-烯酸
(E)-3-甲基己-2-烯酸（英語：(E)-3-Methylhex-2-enoic acid，缩写E3M2H，或称为反-3-甲基己烯酸，缩写TMHA）是一种不饱和短链脂肪酸，存在于人类腋窝顶泌汗腺分泌的汗液中。
一些己酸衍生物如 TMHA 带有羊膻味 ，TMHA在汗液的味道中占有重要部分。